# Dominic Buczkowski-Wojtaszek

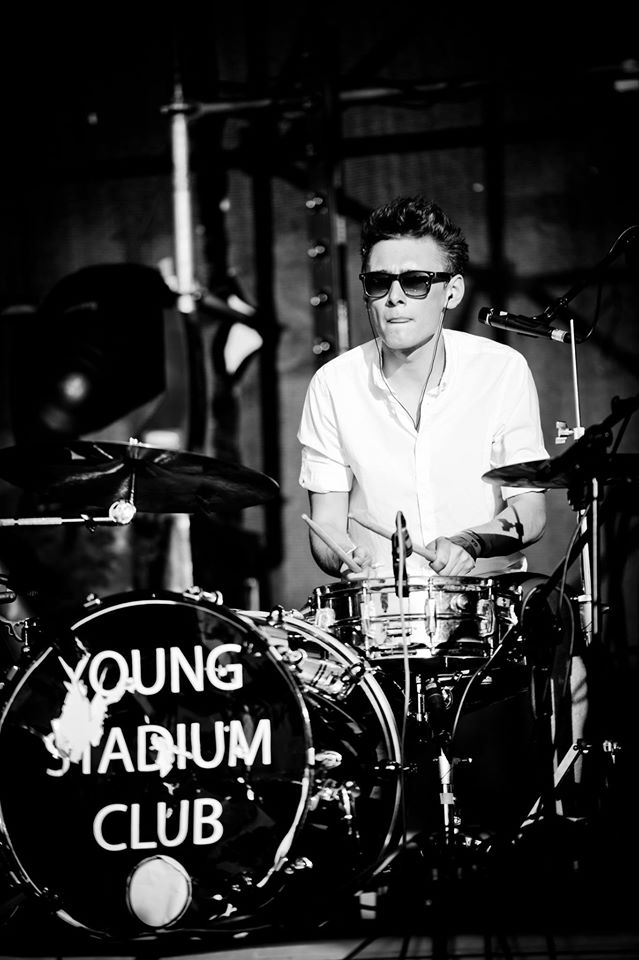
Buczkowski-Wojtaszek jako perkusista łódzkiej grupy Young Stadium Club

Dominic Buczkowski-Wojtaszek, pseudonim Minu (ur. 14 kwietnia 1995 w Londynie) – polski muzyk popowy, perkusista, pianista, basista, kompozytor, tekściarz i producent muzyczny. Członek zespołu Young Stadium Club.
W 2019 był nominowany do Fryderyków w kategoriach: „autor roku” i „kompozytor roku”.

## Ważniejsze kompozycje
- „Nie mów mi nie” – razem ze współkompozytorami (Sarah Reeve, Marta Gałuszewska, Steven Manovski)
- „Nic tu po mnie” – razem ze współkompozytorami (Patryk Kumór, Michał Pietrzak, Jan Bielecki)
- „Powiedz mi to w twarz” – razem ze współkompozytorami (Patryk Kumór, Jan-rapowanie, Małgorzata Uściłowska, Siles)
- „Superhero” – razem ze współkompozytorami (Patryk Kumór, Małgorzata Uściłowska)
- „Feel It” (z filmu 365 dni) – razem ze współkompozytorami (Patryk Kumór, Michele Morrone)
- „Zew” – razem ze współkompozytorami (Patryk Kumór, Małgorzata Uściłowska, Oscar Bell)
- „Ramię w ramię” – razem ze współkompozytorami (Patryk Kumór, Małgorzata Uściłowska, Katarzyna Rooijens)
- „Jak gdyby nic” – razem ze współkompozytorami (Patryk Kumór)
- „Empires” – razem ze współkompozytorami (Patryk Kumór, Laurell Baker)
- „To ja a nie inna” (Sanah) – muzyka, produkcja i mix[3]
- „Somebody” – razem ze współkompozytorami (Patryk Kumór, Jan Bielecki)